# Jug II
Jug II osječka je gradska četvrt smještena u jugoistočnom dijelu grada. Ima 14.020 stanovnika u 6.102 kućanstava. Dan četvrti je 30. svibnja.